# Amedeo Avogadro
Amedeo Avogadro (født 9. august 1776, død 9. juli 1856) var en italiensk kemiker.
Han er kendt for sine bidrag til molekyleteori, idet han i 1811 fremsatte antagelsen om, at lige store volumener af forskellige gasser (ved samme tryk og temperatur) indeholder lige mange molekyler. Den blev senere kendt som Avogadros lov. Denne antagelse gjorde, at han kunne bestemme korrekte formler for en række stoffer.
Betydningen af Avogadros arbejde blev først anerkendt i 1860, hvor det bidrog til at fjerne tvivlen om formlernes rigtighed.
I en anerkendelse af hans arbejde blev tallet af elementenheder (atomer, molekyler, ioner eller andre partikler) i 1 mol stof, 6.02214179(30)×1023, givet navnet Avogadros konstant, opkaldt efter ham. Det er en af de syv SI-enheder og skrives NA.